# Партизанска бригада „Чавдар“ (София)
Партизанска бригада „Чавдар“ е подразделение на Първа Софийска въстаническа оперативна зона на НОВА по време на партизанското движение в България (1941 – 1944). Действа в околностите на Ново село, Ботевград, Пирдоп, Етрополе и Якоруда.
Първата партизанска група в района на връх Мургаш е създадена през есента на 1941 г. След разрастването си през септември 1942 г. създава партизански отряд „Чавдар“. Командир на отряда е Тоне Переновски, политкомисар Добри Джуров, заместник-командир Иван Шонев. Разделя на две чети-„Бачо Киро“ и „Бойчо Огнянов“. През октомври 1943 г. се провежда конференция на ръководството на отряда, на която се изработва план за политическата и военната му дейност. Пълномощник на Областния комитет на БРП/к/ за бригадата е Тодор Живков.
До края на 1943 г. са извършени акции в с. Буново, с. Смолско, с. Радославово (дн. Чавдар), поста при прохода Гълъбец. През декември 1943 г. чета „Бачо Киро“ води в „Лопянската гора“ сражение с около 200 полицаи и ги разбива. На 8 март 1944 г. овладява с. Кремиковци, което е в непосредствена близаст до София. На 24 март 1944 г., съвместно с Панагюрския партизански отряд „Георги Бенковски“ завзема гр. Копривщица. Акциите предизвиква обсъждане в регенския съвет по доклад на Министъра на вътрешните работи Дочо Христов. Регентите Богдан Филов и Никола Михов констатират съсредоточаване на партизански сили около столицата и набелязват мерки за противодействие от войската, жандармерията и обществената сила. Действията на отряда влизат и в полезрението на германското разузнаване в България, което отбелязва техния мащаб при случаите в с. Кремиковци и гр. Копривщица.
През април 1944 г. отрядът наброява 437 партизани и прераства в бригада „Чавдар“, разделена на три дружини. Командир на бригадата е Добри Джуров, помощник-командир Димитър Кирков, политкомисар Стамо Керезов. На 26 април 1944 г. I и III дружина разбиват складовете в гара Саранци, с което въоръжават повечето от партизаните. III дружина се прехвърля в Родопите и извършва акции в с. Сестримо и гара Якоруда. Разраства се в батальон. Формиран е и нов Теренски батальон.
На 3 май 1944 г. I и II дружина водят голямо сражение над Елешнишкия манастир. През май и юни 1944 г. двете дружини попадат в блокада, организирана от войскови, жандармерийски и полицейски подразделения от гр. Враца, гр. Плевен и гр. София. Партизаните дават много жертви в кръвопролитните боеве, но в крайна сметка излизат от блокадата. Оцелелите от двете дружини се обединяват с оцелелите от Войнишкия партизански батальон „Христо Ботев“ и провеждат акции в с. Сеславци, с. Кремиковци и с. Ботунец. III батальон участва във формирането на Четвърта софийска въстаническа бригада.
На 9 септември 1944 г. бригадата „Чавдар“ участва в установяването на властта на ОФ в Ихтиманско, Ботевградско, Пирдопско, Софийско и в София.